# كولن هانكس
كولن هانكس (بالإنجليزية: Colin Hanks)‏ ممثل أمريكي من مواليد 24 نوفمبر 1977 و هو ابن للممثل توم هانكس

## وصلات خارجية
- كولن هانكس على موقع IMDb (الإنجليزية)
- كولن هانكس على موقع روتن توميتوز (الإنجليزية)
- كولن هانكس على موقع ألو سيني (الفرنسية)
- كولن هانكس على موقع ميوزك برينز (الإنجليزية)
- كولن هانكس على موقع أول موفي (الإنجليزية)
- كولن هانكس على موقع قاعدة بيانات برودواي على الإنترنت (الإنجليزية)
- كولن هانكس على موقع قاعدة بيانات الأفلام السويدية (السويدية)
- كولن هانكس على موقع إن إن دي بي (الإنجليزية)
- كولن هانكس على موقع قاعدة بيانات الفيلم (الإنجليزية)
- كولن هانكس على موقع كينوبويسك (الروسية)